# دوروثي سكاربورو
دوروثي سكاربورو (بالإنجليزية: Dorothy Scarborough)‏ (27 يناير 1878، مقاطعة سميث في الولايات المتحدة - 7 نوفمبر 1935، نيويورك في الولايات المتحدة)؛ كاتِبة وروائية أمريكية.